# Дама з камеліями
«Дама з камеліями» (фр. La Dame aux Camélias) — роман французького письменника Александра Дюма (сина), написаний 1848 року. Роман розповідає історію куртизанки, що вмирає від невиліковної хвороби. На сцені адаптацію роману вперше було показано 2 лютого 1852 року у Парижі. Через шалений успіх вистави Джузеппе Верді вирішив створити оперу, яка згодом стала відомою під назвою «Травіата».
На Бродвеї було представлено більше 16 різних інтерпретацій роману.

## Історія написання та аналіз
Александр Дюма (син) написав цей роман 1848 року на 23 році свого життя. Жанр визначається, як напів-автобіографічний роман. Прототипом Маргарити Готьє стала знаменита паризька куртизанка Марі Дюплессі, яку кохав письменник. У романі розповідається про трагічну історію кохання буржуа (Арман Дюваль) та куртизанки (Маргарита Готьє), яка згодом помирає від туберкульозу. Маргариту звуть дамою з камеліями, бо під час місячних виділень вона одягала камелію червоного кольору, щоб дати навколишнім чоловікам знати, що вона не готова до любовних пестощів. Коли ж вона була готова, то одягала квітку камелії білого кольору.
Арман закохується в неї та стає її коханцем. Він намагається переконати Маргариту залишити куртизанську діяльність та переїхати жити з ним до сільської місцевості. На заваді мирному життю Маргарити та Армана стає батько Армана. До самої смерті Маргарити Арман Дюваль гадає, що вона покинула його заради іншого. Під час агонії, Готьє, яку всі покинули, жалкує про деякі сторінки свого минулого та помирає.
Після смерті Маргарити розповідь ведеться від імені Армана та невідомого чоловіка.

## Переклади українською
Александр Дюма-син. Дама з камеліями./Переклад Якубяка М. — Л.: Піраміда, 2009. ISBN 978-966-441-139-1

## Постановки
Дюма (син) написав адаптацію для театру, яку було вперше було показано 2 лютого 1852 року у Парижі. Роль Маргарити виконала Ежені Доче, а роль Армана — Чарльз Фехтер. Сама Доче казала, що грала цю роль 617 разів.
Вперше на американській сцені цензурована версія «Дами з камеліями» з'явилась 1853 року.

### Балет (Україна)
У Національній опері України хореографію балету «Дама з камеліями» здійснила художній керівник балетної трупи театру Аніко Рехвіашвілі, написавши лібрето разом з диригентом-постановником балету Олексієм Бакланом, який також працював і над музичною композицією твору.

### Вистава
На сцені Національного драматичного театру імені Марії Заньковецької прем'єра вистави відбулася 26 грудня 2008 року. Режисер — Таїсія Литвиненко.